# Dijana Mugoša
Dijana Mugoša (født 22. oktober 1995 i Podgorica, Montenegro) er en montenegrinsk håndboldspiller som spiller for RK Podravka Koprivnica og Montenegros kvindehåndboldlandshold.
Hun repræsenteret Montenegro, ved VM 2019 i Japan.